# 1,3,5-trinitrobenzene
Il 1,3,5-trinitrobenzene, o più semplicemente trinitrobenzene (TNB), è un nitrocomposto aromatico derivato dal benzene in cui tre atomi di idrogeno, occupanti le posizioni 1, 3 e 5 sull'anello, sono stati sostituiti con altrettanti nitrogruppi -NO2. Appare come un solido cristallino di colore giallo, altamente esplosivo, solubile in solventi organici quali etanolo, dietiletere, etere di petrolio, benzene, metanolo e disolfuro di carbonio. Strutturalmente la molecola è molto simile al tritolo, da cui differisce per l'assenza del gruppo metilico -CH3 in posizione 2 sull'anello aromatico.

## Sintesi
Il trinitrobenzene può essere ottenuto per decarbossilazione tramite riscaldamento in ambiente acquoso dell'acido trinitrobenzoico, composto a sua volta ottenuto per ossidazione del trinitrotoluene sul gruppo metilico con acido cromico.
Un secondo metodo per ottenere il TNB è per nitrazione del benzene con una miscela di acido nitrico e acido solforico in fase gassosa.
Il TNB potrebbe inoltre essere ottenuto per nitrazione del 1,3-dinitrobenzene, reazione tuttavia poco utilizzata a causa della pericolosità del procedimento e della bassa resa del prodotto finale.

## Reattività
Diversamente dal TNT, il trinitrobenzene è altamente instabile, tanto da risultare esplosivo. La polvere secca di TNB è particolarmente pericolosa e può detonare facilmente in seguito a stimoli termici o meccanici.

## Utilizzo
Il trinitrobenzene è usato principalmente come componente di miscele esplosive. Trova inoltre impiego come agente vulcanizzante nel trattamento della gomma naturale e come indicatore del pH nel range che va da 12,0 a 14,0.